# Шедивы, Фердинанд Джованни
Фердинанд Джованни Шедивы (нем. Ferdinand итал. Giovanni нем. Schediwy, при рождении Йозеф Шедивы; 2 июня 1801, Гласна-Тршебань, ныне район Бероун, Чехия — 12 октября 1877, Берген) — норвежский дирижёр, композитор и музыкальный педагог чешского происхождения.
В 1819 году поступил в Пражскую консерваторию, где учился игре на скрипке и на трубе, однако в 1824 году в составе группы из девяти студентов был исключён из консерватории незадолго до выпуска (предположительно за участие в концерте без разрешения администрации). После этого Шедивы поступил дирижёром в Карлсбадский театр. В 1826 году прямо в Карлсбаде был нанят приехавшим в город представителем для работы в норвежском городе Берген в качестве дирижёра и концертмейстера местного оркестра, а также репетитора и музыкального педагога. По прибытии в Норвегию изменил своё имя, чтобы вызывать у публики ассоциации с немецкой и итальянской музыкальной культурой, и убавил себе три года возраста, так что в норвежских документах значился как рождённый в 1804 году.
С конца 1826 года до рубежа 1830—1840-х гг. возглавлял оркестр музыкального общества «Гармония», поначалу преимущественно любительский (впрочем, в первые два года работы Шедивы в составе коллектива играл юный Уле Булль). Исполнял с оркестром популярную по всей Европе музыку Йозефа Гайдна, Вольфганга Амадея Моцарта, Людвига ван Бетховена, Карла Марии фон Вебера, Джоаккино Россини, выступал с собственным оркестром как солист, а также как певец. С 1832 года также хормейстер Бергенского кафедрального собора. В 1837—1847 гг. носил звание городского музыканта, после чего эта должность, существовавшая с 1591 года, была упразднена. В 1847 году занял место титулярного органиста в кафедральном соборе, на котором оставался до 1876 года. Кроме того, Шедивы преподавал музыку и в 1853—1858 гг. был одним из первых педагогов Эдварда Грига (сохранился рисунок Грига, изображающий наставника).
В качестве театрального композитора сотрудничал с основанным в 1850 году в Бергене Норвежским театром. Известны обработки норвежского песенного фольклора, выполненные Шедивы для использования при постановке пьес Генрика Ибсена (работавшего в этом театре режиссёром) «Пир в Сольхауге» и «Олаф Лилиенкранц» (обе 1856), для которых композитор написал в общей сложности 18 музыкальных номеров. Другие сочинения Шедивы — две кантаты, четыре вальса для фортепиано, попурри для скрипки, дуэт и хор для мужских голосов, полонез для флейты, арии для гитары, скрипки и флейты; кроме того, ему принадлежат четыре сборника гимнов для пения в школе.
В 1832 году женился на Хелене Элизабет Бентсон (1807—1872), дочери хозяйки дома, в котором снимал квартиру; двое детей — Эмма Элизабет (1833—1914) и Якоб (1836—1869).

## Память
В 2022 году на родине Шедивы в деревне Гласна-Тршебань в память о нём была установлена мемориальная доска.